# Ruta 8 (Bolivien)
Die Ruta 8 ist eine Nationalstraße im südamerikanischen Andenstaat Bolivien.

## Streckenführung
Die Straße hat eine Länge von 696 km und durchquert in Nord-Süd-Richtung den westlichen Teil des Departamento Beni. Sie beginnt im bolivianischen Tiefland an der Grenze zu Brasilien und verläuft in etwa parallel zum Río Beni entlang der Moxos-Ebene bis an den Ostrand der bolivianischen Voranden.
Der nördlichste Bereich der Ruta 8, von Guayaramerín nach Riberalta, ist bereits asphaltiert, genauso der südlichste Abschnitt, von Yucumo nach Rurrenabaque. Geplant ist die Fortsetzung der Asphaltierung des dazwischen liegenden Bereiches, sodass die gesamte Ruta 8 in näherer Zukunft asphaltiert sein dürfte.

## Geschichte
Die Ruta 8 ist mit Dekret 25.134 vom 31. August 1998 zum Bestandteil des bolivianischen Nationalstraßennetzes "Red Vial Fundamental" erklärt worden.

## Streckenabschnitte

### Departamento Beni
- km 000: Guayaramerín
- km 032: Rosario del Yata
- km 086: Riberalta
- km 155: El Triangulo (El Choro)
- km 224: Cayú
- km 329: Comunidad Australia
- km 415: Ponton Santa Teresa del Yata
- km 470: El Triunfo
- km 499: Santa Rosa de Yacuma
- km 571: Reyes
- km 596: Rurrenabaque
- km 696: Yucumo